# Индијанола (Ајова)
Индијанола (енгл. Indianola) град је у америчкој савезној држави Ајова. По попису становништва из 2010. у њему је живело 14.782 становника.

## Демографија
Према попису становништва из 2010. у граду је живело 14.782 становника, што је 1.784 (13,7%) становника више него 2000. године.
| Група             | 2000.          | 2010.          |
| Белци             | 12.661 (97,4%) | 14.160 (95,8%) |
| Афроамериканци    | 52 (0,4%)      | 77 (0,5%)      |
| Азијати           | 66 (0,5%)      | 107 (0,7%)     |
| Хиспаноамериканци | 111 (0,9%)     | 218 (1,5%)     |
| Укупно            | 12.998         | 14.782         |